# Ernestine Schumann-Heink
Ernestine Schumann-Heink (narozena jako Ernestine (Arnoštka) Rössler, 15. června 1861 Libeň – 17. listopadu 1936 Hollywood) byla operní pěvkyně (kontraaltistka) původem z Libně. Působila nejprve v Německu, v roce 1908 získala občanství Spojených států amerických. V roce 1898 byla první zpěvačkou původem z Čech, která zpívala na scéně Metropolitní opery v New Yorku.

## Mládí
Narodila se jako Ernestine „Tini“ Rössler v německy mluvící rodině v Libni, která je nyní součástí hlavního města Prahy. Její otec Johann Rössler dříve sloužil jako poručík v rakouském jezdectvu za válek v severní Itálii, která se pak stala rakouským protektorátem. Zde se setkal a oženil s Charlotte Goldman, kterou si přivedl do Libně. Když byly Ernestine tři roky, rodina se přestěhovala do Verony. V roce 1866, po vypuknutí prusko-rakouské války se rodina vrátila do Prahy, kde Ernestine navštěvovala klášterní školu u svaté Voršily. Ve škole zpívala sólové party při mších. Na konci války se rodina přestěhovala do Podgórze (nyní součástí města Krakova). Rodina často žila na pokraji chudoby.
Když Tini bylo třináct let, přestěhovala se rodina do Štýrského Hradce. Zde se setkala s bývalou operní pěvkyní Mariettou von LeClair, která odhalila její talent a poslytovala jí po čtyři roky zdarma hodiny zpěvu.

## Počátek kariéry

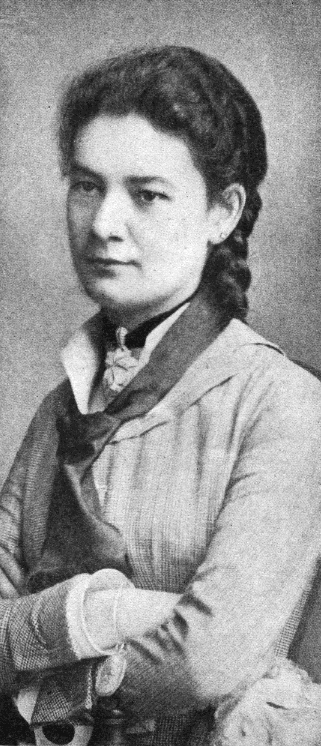
Ernestine Schumann-Heink jako mladá žena

V roce 1877 poprvé vystoupila na veřejnosti ve věku 16 let ve Štýrském Hradci v Beethovenově Deváté symfonii na koncertu pořádaném hudebním spolkem Akademischer Gesangsverein. Zpívala spolu se sopranistkou Marií Wilt. Zatímco Ernestine obdržela honorář 24 marek, Maria Wilt dostala za své vystoupení více než desetinásobnou částku.
Zpívala také v domě paní Niny Kienzl, matky hudebního skladatele Wilhelma Kienzla; za své vystoupení dostala doporučení a 50 zlatých. S těmi penězi se vypravila do Vídně pokusit se o angažmá ve Dvorní opeře. Divadelní ředitel Franz von Jauner ji však pro její chudobný vzhled odmítl.
Krátce na to byla pozvána impresáriem Drážďanské královské opery. Tentokrát jí přátelé půjčili 400 zlatých na lepší oblečení. V konkurzu zazpívala árie „Aha! Mon fils“ z Meyerbeerovy opery Prorok a „Brindisi“ z opery Lucrezia Borgia od Gaetana Donizettiho, načež obdržela smlouvu na 3 600 marek ročně. Její první vystoupení v Drážďanech se uskutečnilo dne 15. října 1878 v náročné roli Azuceny ve Verdiho opeře Trubadúr. S jejími počátečními problémy jí pomáhala kolegyně, altistka Aloyse Krebs-Michalesi, manželka dirigenta Carla Augusta Krebse.
V roce 1882 se provdala za Ernesta Heinka, tajemníka Semperovy opery v Drážďanech. Svým sňatkem však oba porušili podmínky svých smluv, takže byli propuštěni. Ernest Heink přijal poté zaměstnání v místní celnici a byl brzy převelen do Hamburku. Ernestine zůstala v Drážďanech a zpívala v drážďanské katedrále. V roce 1882 hostovala v berlínské Krollově opeře (Krolloper). V roce 1883 se přestěhovala ke svému manželovi do Hamburku, kde jí zajistil angažmá u Hamburské opery kritik Ludwig Hartmann za „několik stovek ročně“. Zpívala rovněž v Brahmsově rapsodii pro alt (op. 53) pod taktovkou Hanse von Bülow. Ten byl jejím uměním nadšen a chtěl s ní provést celý mozartovský cyklus. Vzhledem k tomu, že Ernestine byla opět těhotná, však ze záměru sešlo.
Manželé spolu měli čtyři děti. První syn se narodil 20. února 1883. V roce 1884 se narodila dcera Charlotte a v roce 1886 syn Henry. Jeden ze synů, Ferdinand Schumann-Heink (1893-1958) se později stal hollywoodským hercem a hrál ve více než 65 filmech.
Ernest Heink ztratil svou práci na celnici, když bylo občanům Saska zakázáno zastávat funkce ve státních úřadech mj. v Hamburku, proto odešel si hledat práci zpět do Saska. Ernestine, ač těhotná, jej nenásledovala. V srpnu 1887 zpívala roli Azuceny v Berlíně, přičemž nechala děti v Hamburku a spala na lavičce v berlínské Tiergarten.
Do hlavních rolí se prosadila, když se primadona hamburské opery Marie Goetze neshodla s ředitelem opery a odmítla vystoupit v Bizetově opeře Carmen. Ředitel pak požádal Ernestinu, aby zpívala titulní roli, a to bez jediné zkoušky. To se jí podařilo s velkým úspěchem. Marie Goetze pak v záchvatu zlosti odřekla roli Fidès v opeře Prorok od Giacoma Meyerbeera, která měla být provedena příštího večera. Ernestine ji nahradila stejně jako v roli Ortrud ve Wagnerově Lohengrinovi následujícího večera, a to opět bez zkoušky. Vedení divadla jí pak nabídlo smlouvu na deset let s platem 800 marek měsíčně.
Manželé Heinkovi byli rozvedeni v roce 1893. Ve stejném roce se pěvkyně provdala za herce a ředitele divadla Thalia v Hamburku Paula Schumanna, se kterým měla další tři děti. Její druhé manželství trvalo do Schumannovy smrti v roce 1904.

## Mezinárodní kariéra
V roce 1892 vystupovala pod taktovkou Gustava Mahlera v Royal Opera House, Covent Garden v Londýně. Proslavila se svými výkony z dílech Richarda Wagnera v Bayreuthu, kde zpívala na Bayreuthských festivalech v letech 1896-1914. Představila se v rolích Fricky, Erdy a Waltraute v Prstenu Nibelungově a jako Brangäna v opeře Tristan a Isolda.
V roce 1898 krátce hostovala v Chicagu. Poprvé zde vystoupila 7. listopadu 1898 jako Ortrud v opeře Lohengrin jako host Maurice Grau Opera Company. O čtyři týdny později porodila v New Yorku v hotelu Belvedere syna, kterému na radu porodníka dala jméno George Washington Schumann.
V Metropolitní opeře v New Yorku vystoupila poprvé 9. ledna 1899, opět jako Ortrud ve Wagnerově Lohengrinovi, a působila zde pravidelně až do roku 1932. Ve stejném roce vystoupila s Maurice Grau Opera Company před britskou královnou Viktorií.
První gramofonovou nahrávku pořídila v roce 1900. Některé z jejích raných zvukových nahrávek na gramofonových deskách s rychlostí 78 ot/min byly digitalizovány a znovu vydány na discích CD, takže i dnešní posluchač může poznat bohaté vokální kvality i působivou hudební techniku jejího zpěvu. Vedle sólových nahrávek byla zaznamenána i její dueta se slavný tenoristou Enrikem Carusem.
V roce 1904 hrála a zpívala na Broadwayi v operetě Juliana Edwardse Love's Lottery. Publicisté však kritizovali její údajné problémy s anglickou výslovností. Po 50 vystoupeních angažmá ukončila ze zdravotních důvodů a bez slíbeného honoráře se vrátila k opeře.
Po Schumannově smrti se v roce 1905 potřetí provdala za svého manažera Williama Rappa, Jr. Rozvedli se v roce 1915.
V Německu musela v roce 1905 svést právní bitvu o dědictví po svém zesnulém druhém manželovi. Současně požádala 10. února 1905 o americké státní občanství. To jí bylo uděleno 3. března 1908. Se svým třetím manželem žili od dubna 1906 do prosince 1911 ve „Ville Fides“ na Grandview Avenue, North Caldwell, Essex County ve státě New Jersey. Poté se přestěhovala do svého nového sídla na 500 akrech zemědělské půdy nedaleko San Diega v Kalifornii, v oblasti známé jako Helix Hill, Grossmont. Tyto pozemky zakoupila za 20 000 dolarů v lednu 1910 a žila zde po většinu svého dalšího života. Její sídlo tam ještě stojí.
V roce 1909 zpívala roli Klytaimnéstry při premiéře opery Richarda Strausse Elektra dne 25. ledna 1909 v Drážďanech. Vzájemné vztahy mezi pěvkyní a skladatelem ale nebyly dobré.
V roce 1915 se objevila v dokumentárním filmu Mabel and Fatty Viewing the World's Fair at San Francisco v režii slavného komika Roscoe „Fatty“ Arbuckle a herečky Mabel Normand.

## Charitativní činnost

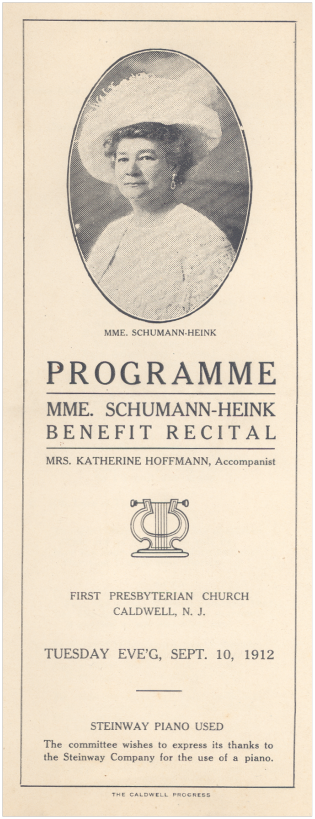
Program benefičního koncertu v Caldwell v roce 1912

Během svého pobytu v obci North Caldwell se začala zajímat o památku prezidenta Grovera Clevelanda, který se narodil v roce 1837 v nedalekém Caldwellu, New Jersey, kde jeho otec Richard Cleveland byl reverendem Presbyteriánské církve. Dne 10. září 1912 vystoupila Ernestine Schumann-Heink na benefičním koncertu v místním kostele, aby pomohla získat peníze na nákup přilehlého domu „Presbyterian Mansion“, kde se prezident Cleveland narodil. V roce 1913 nadace The Grover Cleveland Birthplace Memorial Association (GCBMA) dům zakoupila a zřídila zde muzeum. Paní Schumann-Heink se stala prvním doživotním členem GCBMA.

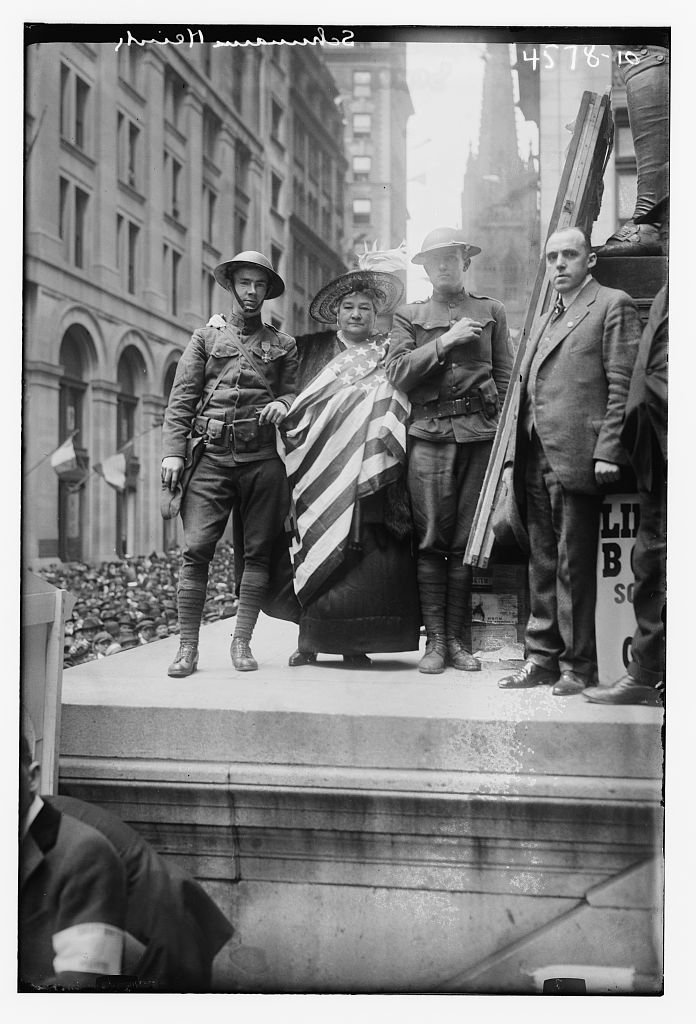
Ernestine Schumann-Heink s americkými vojenskými veterány, mezi lety 1917 až 1920

V průběhu první světové války podporovala válečné Zapojení Spojených států a jejich armádu. Vystupovala na koncertech pro vojáky a na benefičních koncertech pro získání finančních prostředků na pomoc zraněným válečným veteránům. Za tímto účelem cestovala po Spojených státech. Přitom měla blízké příbuzné, kteří bojovali na obou stranách fronty. Její syn August Heink, sloužil na německé ponorce, synové Walter Schumann, Henry Heink a George Washington Schumann sloužili v námořnictvu Spojených států. August Heink během války zahynul. Po válce pokračovala v podpoře amerických válečných veteránů a její pohřeb v roce 1936 se konal se všemi vojenskými poctami v památníku The American Legion Post 43 v Hollywoodu.

## Závěr života
V roce 1926 na Vánoce poprvé zpívala Tichou noc (v němčině a angličtině), v rozhlasovém vysílání. To se stalo vánoční rozhlasovou tradicí. V roce 1927 hrála v raném zvukovém krátkém filmu zaznamenaném systémem Vitaphone. Jedná se patrně o jediný dochovaný filmový záznam jejího zpěvu.
Během hospodářské krize v roce 1929 ztratila téměř všechen majetek a byla nucena znovu začít vystupovat v opeře, v operetě i v rozhlase, i když jí bylo již 69 let.
Její poslední vystoupení v Metropolitní opeře proběhlo v roce 1932, kdy zpívala Erdu v Prstenu Nibelungově. V té době jí bylo 71 let. Řadu let měla vlastní rozhlasový program.

## Smrt

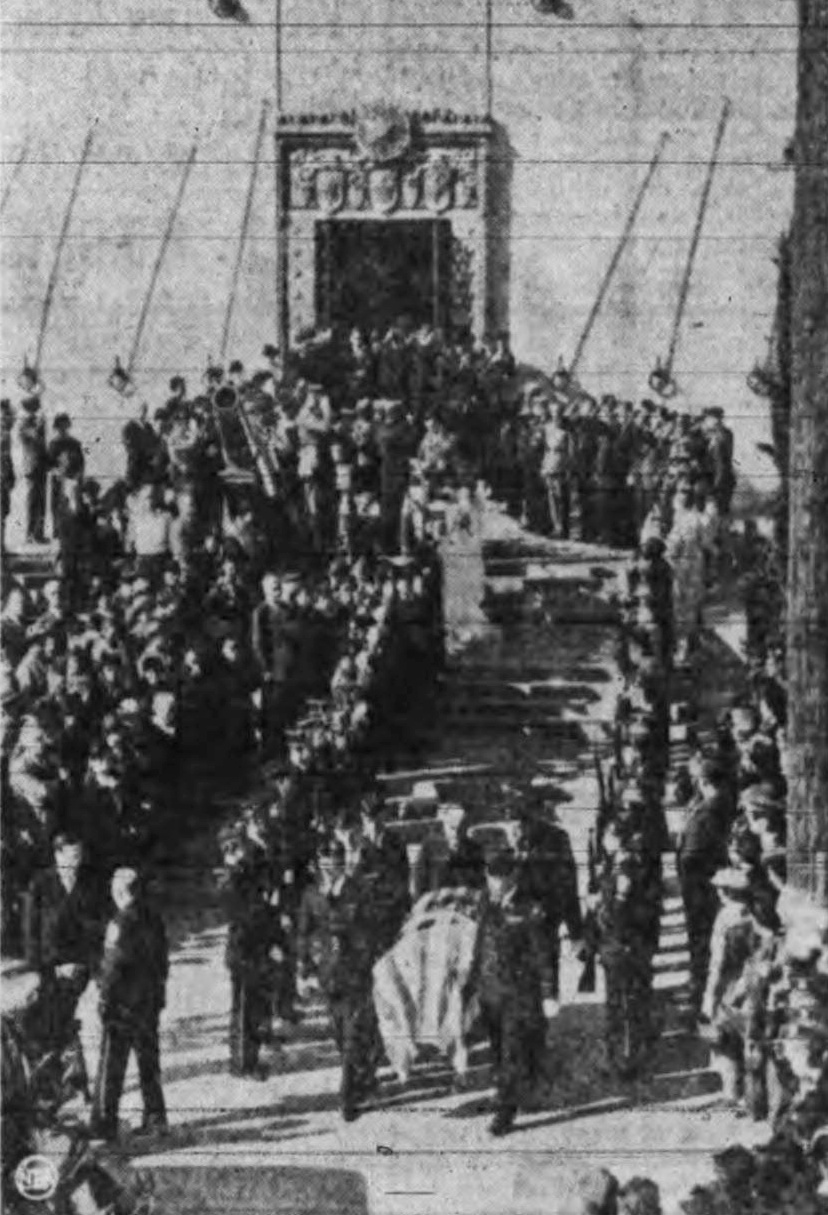
Fotografie z vojenského pohřbu v památníku The American Legion Post 43 v Hollywoodu dne 20. listopadu 1936.

Zemřela na leukémii dne 17. listopadu 1936 v Hollywoodu. Je pohřbena v Greenwood Memorial Park v San Diegu.

## Odkaz
V prosinci 1969 získala hvězdu na hollywoodském chodníku slávy, umístěnou na pozici 6640 Hollywood Boulevard.